# Битка за Манила (1945)
Битката за Манила е голяма битка, част от Филипинската кампания (1944 – 1945) по време на Втората световна война.
Води се от американски и филипински сили срещу японските войски в Манила, столицата на Филипините. Битката продължава един месец и води до смъртта на над 100 000 цивилни и пълното унищожение на града, който става сцена на най-разрушителните улични боеве в Тихоокеанския театър на бойните действия. Японските сили извършват масови убийства срещу филипински граждани по време на битката. Заедно с многобройните жертви, битката също унищожава архитектурно и културно наследство, датиращо още от основаването на града. Битката слага край на почти тригодишната японска военна окупация на Филипините от 1942 до 1945 г. Превземането на града се смята за ключов момент при победата на генерал Дъглас Макартър в кампанията. Това е последната от много битки в историята на Манила.

## Контекст
На 9 януари 1945 г. американската 6-а армия под командването на генерал-лейтенант Уолтър Крюгер дебаркира на брега на залива Лингайен и започва бързо настъпление на юг в битката за Лусон. На 12 януари Макартър нарежда на Крюгер да се насочи бързо към Манила.:с. 83 37-а пехотна дивизия, оглавявана от генерал-майор Робърт Бейтлър, се насочва на юг.:с. 84
След като правят десант при Сан Фабиан на 27 януари, 1-ва кавалерийна дивизия, водена от генерал-майор Върнън Мъдж, получава заповеди от Макартър на 31 януари да се насочи към Манила и да превземе двореца Малаканянг.:с. 83 – 84
На 31 януари 8-а армия с генерал-лейтенант Робърт Ейчелбергер, съставена от 187-и и 188-и пехотни полкове и части от 11-а парашутна дивизия, прави десант, без да среща съпротива, при Насугубу в южната част на Лусон и започва да се придвижва на север към Манила.:с. 182 Малко след това парашутни войски се спускат над хребета Тагайтай на 4 февруари.:с. 85 – 87 На 10 февруари 11-а парашутна дивизия преминава под командването на 6-а армия и превзема крепостта Бонифасио на 17 февруари.:с. 89
Към американските войски се присъединяват и филипински партизани под командването на полковник-лейтенант Емануел де Окампо и към 5 февруари те се намират в покрайнините на Манила.:с. 87

### Японска отбрана
Докато американците се приближават към Манила от различни посоки, те откриват, че повечето от войските на Императорската армия, защитаващи града, са се изтеглили към съседния град Багио по заповеди на генерал Томоюки Ямашита, главнокомандващ на японската войска във Филипините. Ямашита планира да се сражава с американските и филипинските войски в северната част на Лусон в координирана кампания, целяща да спечели време за натрупването на защита в очакване на съюзническо настъпление към главните Японски острови. Той разполага с три основни групи: 80 000 души в планините източно от Манила (група Шимбу), 30 000 души в хълмовете северно от Манила (група Кембу) и 152 000 души в Североизточен Лусон (група Шобу).:с. 72
През 1941 г. генерал Дъглас Макартър обявява Манила за отворен град, преди да бъде завладян. Въпреки че Ямашита не постъпва така през 1945 г., той не възнамерява да защитава Манила. Той не вярва, че може да изхрани едномилионното население на града:с. 72 и да защитава голям район с многобройни запалими дървени сгради. Първоначално Ямашита нарежда на командира на група Шимбу, генерал Шизуо Йокояма, да разруши всички мостове и други важни съоръжения, след което да евакуира града веднага щом се зададе голяма американска сила.
Обаче контраадмирал Санджи Ивабучи, командир на 31-ва военноморска специална сила, е решен да води битка в Манила в последния момент и макар да е част от група Шимбу, многократно игнорира заповедите да се изтегли от града. Военноморският щаб на Япония е съгласен с плана на Ивабучи, което сломява опитите на Ямашита да се противопостави на американците със съгласувана и обединена защита.:с. 72 – 73 Ивабучи разполага с 12 500 души,:с. 73 подкрепяни от още 4500 войници на полковник Кацузо Ногучи и капитан Сабуро Абе.:с. 73 Те построяват отбранителни позиции в града, включително и в укрепения град Интрамурос, отсичат палмовите дървета на крайбрежния булевард за да създадат писта и поставят барикади по големите улици.:с. 73
Ивабучи командва линейния крайцер „Киришима“, когато той е потопен при Гуадалканал през 1942 г., петно по честта му, което вероятно е вдъхновило решителността му да се бие до смъртта си. Преди началото на битката, той се обръща към войниците си:
| „ | Ние сме много радостни и благодарни за възможността да можем да служим на страната си в тази епична битка. Сега, с останалите сили, ние дръзко ще нападнем врага. Банзай за императора! Решени сме да се бием до последния човек. | “ |

## Битка
На 3 февруари елементи на американската 1-ва кавалерийна дивизия под генерал-майор Верн Мъдж започват настъпление към северните покрайнини на Манила и превземат важен мост над река Тулахан, която ги отделя от същинската част на града, и бързо превземат двореца Малаканянг.:с. 91 Ескадрон на 8-и кавалериен полк под бригаден генерал Уилям Чейс, първото формирование, което пристига в града, започва настъпление към общежитията на университета Санто Томас, които са превърнати в затворнически лагер за граждани и американски военнослужещи.
От 4 януари 1942 г. (37 месеца) главната сграда на университета се използва за задържане на цивилни. От общо 4255 затворници 466 умират в плен, 3 са убити в опит за бягство на 15 февруари 1942 г., а един успява да избяга в началото на януари 1945 г.
Когато американците пристигат на 4 февруари, японците събират затворниците в една зала като заложници и разменят случайни изстрели с американците и филипинците.:с. 95 На следващия ден те се договарят с американците да се присъединят към японските войски в южните части на града, носейки само индивидуални оръжия.:с. 95 Японците обаче не знаят, че областта, към която се изтеглят, вече е окупирана от американците и скоро по тях е открит огън.:с. 95
На 4 февруари 37-а пехотна дивизия освобождава над хиляда военнопленници, основно защитни на Батаан и Коредигор, от затвора Билибид, който по това време вече е изоставен от японците.:с. 96
Сутринта на 6 февруари генерал Макартър обявява, че Манила е завзет,:с. 97 въпреки че битката за града тепърва започва. Почти едновременно 1-ва кавалерийна дивизия от север и 11-а парашутна дивизия от юг докладват за ожесточена японска съпротива при входовете към града.
Генерал Оскар Грисуолд продължава да настъпва от юг с елементи на 14 корпус от университета Санто Томас към река Пасиг. Следобеда на 4 февруари той нарежда на 2-ри ескадрон от 5-и кавалериен полк да превземат моста Кезон, единственият прекосяващ Пасиг, който все още не е разрушен от японците. Докато ескадронът наближава моста, японски картечни гнезда откриват огън от голяма укрепена позиция на пътя, което принуждава кавалерията да спре настъплението си и да се оттегли, докато падне нощ. Докато американците и филипинците се изтеглят, японците успяват да взривят моста.
На 5 февруари 37-а пехотна дивизия започва да напредва към Манила, а Грисуолд разделя северната част на града на два сектора, като 37-а пехотна е отговорна за превземането на южния, а 1-ва кавалерийна трябва да обгради от изток.:с. 101 Американците подсигуряват северния фланг на река Пасиг към 6 февруари и си осигуряват контрол над водоснабдяването на града при съседната язовирна стена и пречиствателна станция.:с. 103
На 7 февруари генерал Бейтлър нарежда на 148-и пехотен полк да премине река Пасиг и да подсигури кварталите Пако и Пандакан.:с. 109 Най-тежките сражения за Манила, които се оказват и най-скъпоструващи за 129-и пехотен полк, се водят при превземането на електроцентралата на остров Провизор, където японците издържат на атаките до 11 февруари.:с. 103, 122 Към следобеда на 8 февруари 37-а дивизия вече е изчистила повечето от японската съпротива в сектора си, но жилищните квартали понасят тежки щети. Японците допринасят за унищожението като разрушават сгради и военно съоръжения, докато отстъпват. Японската съпротива в кварталите Тондо и Малабон продължава бойните си действия до 9 февруари.:с. 104
Опитвайки се да защити града и жителите му, Макартър строго ограничава действията на американската артилерия.:с. 103 Въпреки това, на 9 февруари американски артилерийски обстрел подпалва няколко квартала.:с. 114 Моряците на Ивабучи, след като първоначално са постигнали някакъв успех срещу американската пехота, въоръжена с огнехвъргачки, гранати и базуки, скоро става обект на директен танков огън, противотанкови оръдия и гаубици, които пробиват дупки през стените на сградите, като често убиват японците заедно с цивилните.
Подложени на безспирно бомбардиране и изправени през сигурна смърт или плен, обкръжените японски войски изливат гнева си върху цивилните в кръстосания огън в така нареченото Манилско клане.:с. 96,107 Убийства и изнасилвания:с. 114 – 120 над населението придружават битката за контрол над града. Убийства се извършват дори и в училища, болници и манастири.:с. 113
Към 12 февруари артилерията и минохвъргачките на Ивабучи вече са унищожени и без план за оттегляне или прегрупиране, всеки войник разполага с оскъден запас от храна и амуниции и се е скрил в сграда, в която да посрещне смъртта си.:с. 144 1-ва кавалерийска дивизия достига залива на Манила на 12 февруари, но едва на 18 февруари успяват да превземат бейзболния стадион Ризал, който японците са превърнали в депо за амуниции.:с. 144 На 17 февруари 148-и полк завзема Общата филипинска болница, освобождавайки около 7000 цивилни и общежитията на Филипинския университет:с. 150
Генерал Шизуо Йокояма, командир на група Шимбу, нарежда на Ивабучи да излезе от Манила през нощта на 17 срещу 18 февруари в синхрон с контраатака срещу язовирната стена.:с. 142 Бягството се проваля и останалите 6000 души на Ивабучи се оказват в хванати в капан в Манила.:с. 142 Унищожението на Манила продължава, а около четвърт милион цивилни загиват, заради което генерал Ямашита е екзекутиран след войната.:с. 143 Загиват 16 665 японци и 1010 американци.:с. 151 Филипинците не проявяват враждебност срещу американците и твърдят, че те са ги освободили.:с. 150
Към 20 февруари полицейското управление, църквата Сан Пабло, кметството и пощенската служба вече са в американски ръце.:с. 156 – 157 Японците се изтеглят към крепостния град Интрамурос през нощта на 19 февруари.:с. 157
Нападението срещу Интрамурос започва към 7:30 часа на 23 февруари със залп от 140 артилерийски оръдия, последван от атака на 148-и пехотен полк през пролуките в крепостната стена и прекосяване на 129-и пехотен полк през река Пасиг близо до правителствения монетен двор.:с. 164 – 167
Боевете за Интрамурос продължават до 26 февруари.:с. 171 По-малко от 3000 цивилни избягват атаката, основно жени и деца, които са освободени следобеда на 23 февруари. Войските на полковник Ногучи убиват 1000 цивилни, докато други заложници загиват от американски бомбардировки.
Ивабучи и офицерите му извършват сепуку рано сутринта на 26 февруари.:с. 171 5-и кавалерийски полк завзема Селскостопанската сграда на 1 март, а 148-и полк превзема Градската администрация на 28 февруари и Финансковата сграда на 3 март.:с. 171 – 173
Още преди боевете да са стихнали, Макартър свиква временно събрание с влиятелни филипинци в двореца Малаканянг и в тяхно присъствие обявява възстановяването на филипинската държава.

## Последствия
През останалата част от месеца американските войници и филипинските партизани изчистват съпротивата от града. С подсигуряването на Интрамурос на 4 март Манила официално е освободен, макар и напълно разрушен и с големи райони изравнени със земята от американските бомбардировки. Между 100 и 240 хиляди филипински цивилни граждани са убити, както от японците, така и от американците.
Битката за Манила е първото и най-жестоко сражение в градска среда в хода на Тихоокеанската война. Само малко битки в последните месеци на Втората световна война надминават унищожението и бруталността на кланетата в битката за града.:с. 186, 200 Манила понякога бива нареждан на второ място след Сталинград по най-ожесточени бойни действия в градска среда по време на войната.
Филипинците губят незаменими културни и исторически съкровища в битката за Манила, която днес се счита за национална трагедия във Филипините. Повечето от оцелелите, но повредени сгради от войната са разрушени след освобождението като част от план за възстановяване на Манила, което заменя европейския стил от испанските времена със съвременна американска архитектура. Много малко от старите сгради остават незасегнати.